# 明徳館 (久保田藩)

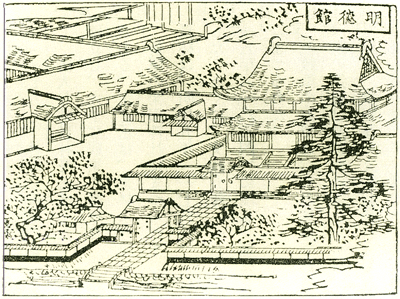
明徳館絵図

明徳館（めいとくかん）は、久保田藩第9代藩主・佐竹義和が開いた藩校。

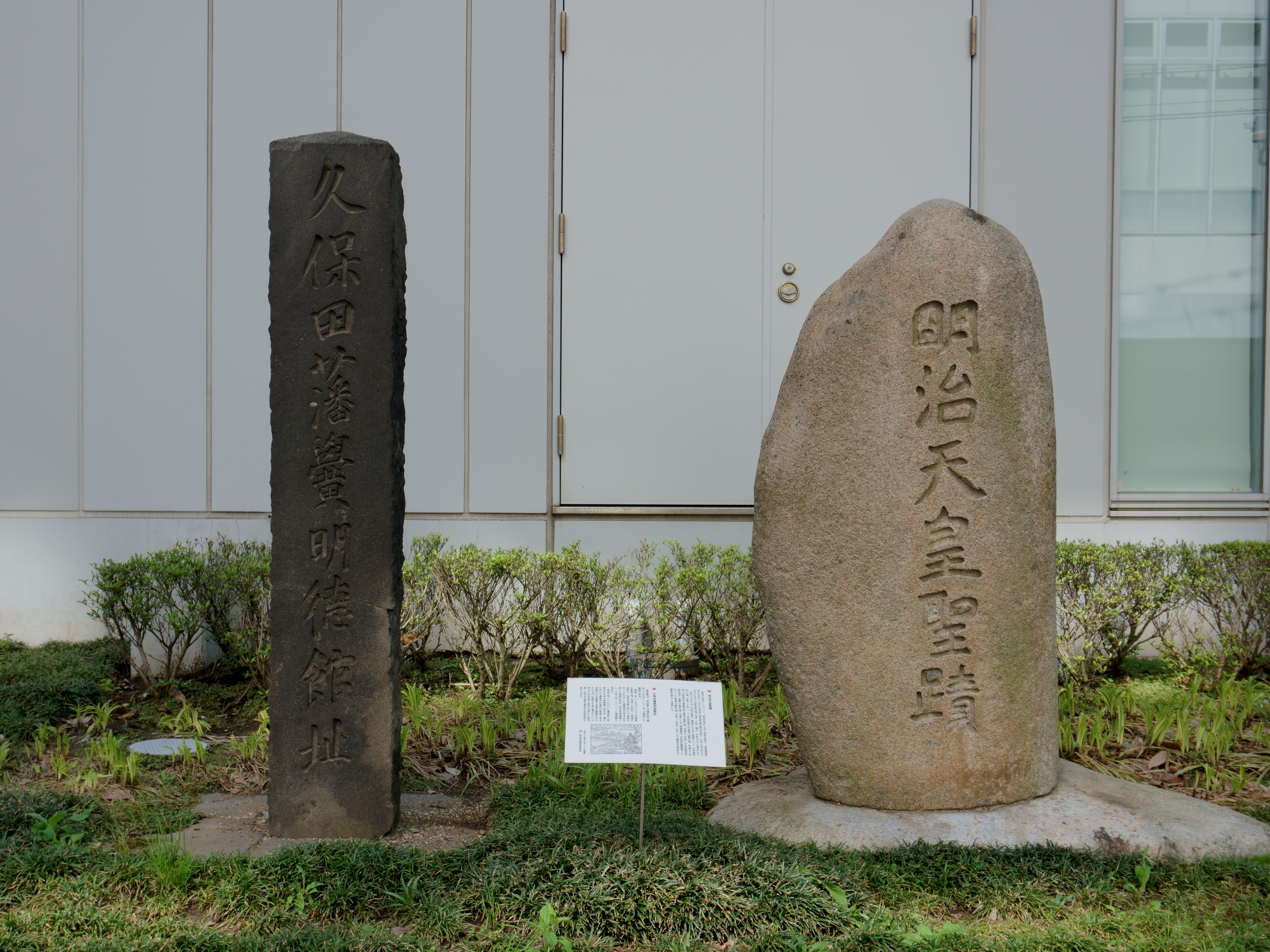
エリアなかいち内、秋田市にぎわい交流館裏手にある明徳館址を示す石碑

## 概観
佐竹義和が、時の老中松平定信の教学振興の施政に従い、京都から来藩の儒者村瀬栲亭の協力で設立した。士分および徒並（かちなみ）を対象とした。

### 学風および特色
朱子学者である初代祭酒・中山菁莪の学風で開学され、また江戸から招かれた儒者山本北山の色濃い影響により、『孝経』が重んじられた。
生徒は15-16歳以下の低い学級を東学、それ以上の学級を西学と呼んでわけた。東学は通学生40人、寄宿生50人ほどであり、西学生は100人ほどであった。春秋二度の試験があり、藩への出仕のためには出仕試験を通らなければならなかった。
明徳館が作られる前は、家格によって藩の役職が決められていた。明徳館の最高職の祭酒であった野上国佐は「学館で成績が良かった者は、藩校の教師になるだけではなく、いろいろな役職に転出していくから重要な役割を持っているのだ」と明確に書いている。したがって、下級の書士にとって、明徳館はチャンスをつかみ取る場所となっており、ここから巣立つ者には、各種の奉行となり藩の政策を明確に左右する役職に進出した者が多かった。中には中安主典のように、微禄の出身でありながら家老職まで出生した者もいる。
明徳館の教育方針として特筆すべき所は、注入主義的な一方的教育ではなく議論を重視したことであった。現在の大学でのゼミのように、テーマを決めてそれを元に他の学生や教授と論議をする形態である。野上国佐は十二所や檜山に出張指導した際に「会読、論議日々也」、「論議も相応にこれあり候」と記述している。石井忠行は『伊豆園茶話』で祭酒であった瀬谷小太郎を評して「この人の癖は、もっともな意見であってもまずそれを押さえて異論を差し挟む。(中略)論を発展させるために異論を出すのである。」と記している。自らの知識を用いて持論を組み立て、それを主張するような人材を明徳館は育てていった。
明徳館からは何人かの「改革派官僚」が誕生している。金易右衛門や野上国佐、介川東馬らが明徳館出身の改革派官僚として上げられる。彼らは幾つもの役職を勤め有能さを発揮したが、いずれも強烈な個性を持ち、かつ雄弁だった。彼らは、それまでの藩の役人はもとより、改革派官僚間での論議や対立をもいとわず、藩の財政不足や天保の大飢饉などの問題に関わっていった。このように、個性を発揮させるような教育こそが明徳館の教育であった。

## 沿革

### 略歴
寛政元年7月8日（1789年8月28日）、久保田藩の家老・疋田斎（柳塘）の申し渡しによって藩校建設が公式に決定し、翌2年3月11日（1790年4月24日）に校舎完成、寛政4年3月14日（1792年5月4日）開講された。校名を明道館から明徳館とし、武芸所、医学館、和学方等を徐々に整備し、明治初期まで存続した。

### 年表
- 寛政元年（1789年） - 藩校創設の旨を布達[8]。
- 寛政2年（1790年） - 東根小屋町（現在の秋田市中通二丁目）に校舎落成、当初校名はなく、単に学館と称する。江戸に日知館を創設[9]。
- 寛政4年（1792年） - 学館開講。
- 寛政5年（1793年） - 幕儒山本北山を招き、学則を制定。校名を明道館と定めた[2]。
- 寛政6年（1793年） - 督学開始[10]。
- 寛政7年（1795年） - 医学館開設[11]。提学開始[10]。
- 文化8年（1811年） - 第2代祭酒の金宇平治（岳陽）が校名を明徳館と改めた[3]。
- 文政8年（1825年） - 和学方開設[11]。
- 明治元年（1868年） - 戊辰戦争の際、明徳館は奥羽鎮撫総督の本陣・政庁・政務所とされた[12]。
- 明治2年（1869年） - 明徳館再開[12]。
- 明治3年（1870年） - 藩学校と改称[13]。
- 明治4年（1871年） - 廃藩置県にともない県学校と改称するが、自然閉鎖の状態となる[13]。

## 組織
久保田城下東根小屋に学館（のち明道館、明徳館）が設けられた ほか、江戸詰めの藩士のために江戸に日知館が、また領内6郡の藩士・陪臣のために10箇所にわたり郷校が、それぞれ設けられた。

### 藩校

#### 本館
東学
予科。四書・孝経を中心に、史記、漢書、左伝、国語、荀子、韓非子、荘子なども読習した。
西学
本科。詩経家、書経家、礼記家、易家、儀礼家、春秋家、周礼家の「七局」に分かれ、専攻別の研学をした。

#### 別科
医学館
藩内の内科、外科、産婆、鍼灸にいたる医療および医事関係者すべてを管理した。医家子弟の希望者には無条件で入学を許可、士分の二・三男や農家・商家の子弟の場合は事由調査のうえ入学を許可した。
武芸所

礼法方

算法方

和学方

#### 江戸藩邸
日知館（下谷三味線堀）
山本北山を招いて藩主佐竹義和のほか江戸詰めの藩士が聴講した。本館の初代文学・第2代祭酒を務めた金岳陽や第6代文学・第4代祭酒の野上陳令は日知館出身である。

### 郷校
郷校はそれぞれが独立した教学機関でありながら、藩校本館の下部機構でもあった。郷校における成績優良者には明徳館本館への進学の道も開かれていた。
尚徳書院（院内）
佐竹領の南端であり、領出入り口の要所である院内村に設けられた。寛政5年（1793年）佐竹南家の与下（くみした）大山氏によって設立され、同じく与下の近藤甫寛、佐藤四郎衛を教授とした。
時習書院（湯沢）
寛政6年（1794年）、湯沢町に同地の給人根本正九郎の寄付により設立された。教授3名を置き、徳育を重点として、読書、算盤、武術を教えた。
育英書院（横手）
寛政5年（1793年）、横手の給人小田部兵右衛門と宇留野内記を教授として設立された。経費は本館から配分された。
弘道書院（角館）
寛政5年（1793年）、佐竹北家が与下を率いて常駐していた角館の地に、藩校の分館として開設された。角館の与下の士が教授となった。
崇徳書院（檜山）
寛政5年（1793年）、山本郡檜山城代の多賀谷氏が開設した。
博文書院（大館）
寛政5年（1793年）、大館町に開学。「博文」は佐竹義和の命名。初め廃寺を修復して教場に使用したが焼失、のち藩士高橋専右衛門が自費で再建した。
成章書院（十二所）
寛政5年（1793年）、十二所町に開設。のち寛政12年（1800年）、成章書院教授の野内孫七郎の寄付により校舎が新築完成した。
温故書院（能代）
文政7年（1824年）、能代町に開設された。明徳館直轄校として本館に管理された。
崇文館（刈和野）
寛政年間、明徳館教授の高橋小平と黒沢勘五郎の斡旋で刈和野居住の士・簗隼人の宅を買収して開設。教授2名と教授見習2名が置かれた。
角間川郷校（角間川）
文久元年（1861年）、角間川村居住の好学の藩士関口兼三の自費により設立された。

## 教学

### 藩校
毎年1月17日の祭酒講義をもって始業、12月23日の文学講義をもって終業とされていた。毎月7の日に祭酒の講義、3の日に文学の講義、9の日に助教の講義が行われた。
武芸所では、槍、刀、居合、柔術、弓術、軍学を毎日演技させ、武芸担当教授がこれを看た。毎年秋には武芸総裁の内見を、春には藩主の上覧をうけた。

### 郷校
郷校に配属された教授によって毎月2回の講義が行われた が、以下の制度もあった。
提学
本館から各郷校へ毎年教授が派遣され、講釈、詩文会、学業試験などが行われた。各郷校における本館教授の滞在日数は30日間であった。
督学
3年または5年に1回、本館学長が各郷校を巡察した。各郷校における学長の滞在日数は20日間であった。

## 管理・教学担当者

### 藩校

#### 全体
総裁（そうさい）
藩校全体（本館および別科）を統括する責任者。禄高1500石。

#### 本館
祭酒（さいしゅ）
一般には儒学校における学政の長官。明徳館にあっては、本館の学頭。
文学（ぶんがく）
主任の儒者。
助教（じょきょう）
文学の補佐。
以上の三者が「学長」と称され、藩校本館の首脳を構成した。
教授（きょうじゅ）
学長の下に置かれた教学担当者。
教授並（きょうじゅなみ）
教授の下に置かれた教学担当者。

#### 別科
医学頭（いがくとう）
医学館の学頭。藩主の側医の格。年2回の医学頭の講義は、藩内の医事関係者全員が聴講するきまりであった。
武芸総裁（ぶげいそうさい）
武芸所に1名置かれた。
和学方御用係（わがくかたごようがかり）
和学方に置かれた。

### 郷校
教授
各郷校に置かれた。

## 人物一覧

### 創設関係者
- 佐竹義和
- 村瀬栲亭
- 山本北山

### 歴代総裁
- 初代 梅津藤十郎 文化8年9月1日（1811年10月17日） - 文化11年[20]
- 第2代 梅津茂右衛門 文化11年 - 文政6年11月（1823年12月）[20]
- 第3代 小野崎権太夫 文政6年11月（1823年12月） - 文政7年1月[20]
- 第4代 疋田勝三郎 文政7年1月21日（1824年2月20日） - 文政9年7月20日（1826年8月23日）[20]
- 第5代 梅津主馬 文政9年12月6日（1827年1月3日） - 文政10年8月12日（1827年10月2日）[20]
- 第6代 須田政三郎 明治2年3月22日（1869年5月3日）[20]

### 歴代祭酒
- 初代 中山文右衛門（菁莪） 寛政5年7月7日（1793年8月13日） - 文化2年5月27日（1805年6月24日） 浅見絅斎門下[2][20][21]
- 第2代 金宇平治（岳陽） 文化8年9月1日（1811年10月17日） - 文化10年10月16日（1813年11月8日） 山本北山門下[3][20]
- 第3代 瀬谷小太郎（桐斎） 文政11年1月21日（1828年3月6日） - 天保4年2月30日（1833年4月19日） 山本北山門下[3][20]
- 第4代 野上国佐（陳令） 天保4年12月9日（1834年1月18日） - 弘化3年2月22日（1846年3月19日）[3][20]

以後不詳。

### 著明な出身者
- 根本通明
- 野上国佐
- 金易右衛門
- 介川東馬
- 中安主典

## 註釈
1. ↑  ただし、文政12年（1829年）、農家・商家の子弟に医師志望は原則として許可しない方針を定めた（『秋田県教育史　近代学校設立編』p.20）。
2. ↑  たとえば、根本通明は崇文館の前身校から弘道書院に移り、さらに明徳館へ進み、やがて明徳館教授となって、学長にまでなった（『秋田の歴史』p.189）。
3. ↑  郷校教授は藩校教授よりも下位に位置付けられていた（『秋田県の歴史』p.266）。

## 参照元
1. 1 2  『秋田大百科事典』p.773
2. 1 2 3 4 5 6 7 8  『秋田の歴史』p.187
3. 1 2 3 4 5 6 7 8  『秋田の歴史』p.188
4. ↑  『図説 秋田県の歴史』p.180
5. ↑  「御学館文学日記」(日記を書いた当時は「文学」の地位にあった)
6. 1 2  「秋田藩」研究ノート、金森正也、2017年、無明舎出版
7. 1 2  『秋田の歴史』p.186
8. ↑  『秋田県の歴史』p.252
9. 1 2 3 4  『秋田県の歴史』p.253
10. 1 2  『秋田県の歴史』p.268
11. 1 2 3 4 5  『秋田の歴史』p.190
12. 1 2  『秋田県教育史　近代学校設立編』p.393
13. 1 2  『秋田県教育史　近代学校設立編』p.394
14. 1 2 3 4 5 6 7 8  『秋田大百科事典』p.300
15. 1 2 3 4  『秋田の歴史』p.189
16. 1 2  『秋田大百科事典』p.676
17. 1 2 3 4 5 6  『秋田大百科事典』p.301
18. ↑  『秋田県教育史　近代学校設立編』p.32
19. ↑  『秋田の歴史』p.193
20. 1 2 3 4 5 6 7 8 9 10  『秋田人名大事典』p.630
21. ↑  『秋田県の歴史』p.248